# Achoris
Achoris, cunoscut și sub numele de Acoris sau Akoris, a fost un faraon egiptean între 393 î.Hr. și 380 î.Hr. Achoris l-a înlăturat de la tron pe predecesorul său, Psammuthis, și s-a proclamat a fi nepotul lui Nepherites I, fondatorul dinastiei a 29-a, pentru a-și consolida domnia. Deși a condus Egiptul doar 13 ani, domnia lui este importantă datorită numeroaselor monumente care au fost construite și a lucrărilor de restaurare a monumentelor clădite de predecesorii săi.